# Municipio de Waterville (Ohio)
El municipio de Waterville (en inglés: Waterville Township) es un municipio ubicado en el condado de Lucas en el estado estadounidense de Ohio. En el año 2010 tenía una población de 11336 habitantes y una densidad poblacional de 182,04 personas por km².

## Geografía
El municipio de Waterville se encuentra ubicado en las coordenadas 41°30′18″N 83°46′31″O / 41.50500, -83.77528. Según la Oficina del Censo de los Estados Unidos, el municipio tiene una superficie total de 62.27 km², de la cual 60.18 km² corresponden a tierra firme y (3.35%) 2.09 km² es agua.

## Demografía
Según el censo de 2010, había 11336 personas residiendo en el municipio de Waterville. La densidad de población era de 182,04 hab./km². De los 11336 habitantes, el municipio de Waterville estaba compuesto por el 96.6% blancos, el 0.64% eran afroamericanos, el 0.15% eran amerindios, el 0.85% eran asiáticos, el 0.03% eran isleños del Pacífico, el 0.58% eran de otras razas y el 1.16% pertenecían a dos o más razas. Del total de la población el 2.33% eran hispanos o latinos de cualquier raza.